# Sphinx Head Society

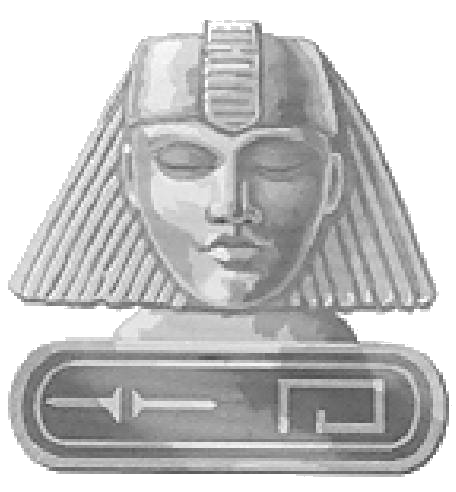
L'emblema originale della Sphinx Head Society

La Sphinx Head Society è la più antica società d'onore per laureati della Cornell University. La società riconosce gli uomini e le donne laureate di Cornell che hanno dimostrato una rispettabile forza di carattere oltre alla dedizione alla leadership e al servizio dell'università. Nel 1929 il The New York Times sostenne che l'elezione nella Sphinx Head e in società simili costituiva "il più alto onore non scolastico alla portata dei laureandi".

## Fondazione
La Sphinx Head Society fu fondata l'11 ottobre 1890 da un gruppo di dieci uomini della classe senior. La società fu fondata per "creare e mantenere un sentimento più forte" per la Cornell University e per promuovere "un'amicizia più stretta e più forte tra i membri della classe senior". Il The New York Times si riferiva alla Sphinx Head come ad "una società segreta dell'ultimo anno della natura della Skull and Bones", una società d'onore dell'Università di Yale di cui Andrew Dickson White, cofondatore e primo presidente della Cornell University, era membro. White incoraggiò la formazione di un sistema di società segrete nel campus della Cornell.
Nel 1926, la società costruì una clubhouse per se stessa progettata per assomigliare a una tomba egizia arroccata a metà della scogliera sulla gola di Fall Creek. Vendette l'edificio nel 1969 e alla fine divenne la casa e l'ufficio dell'astronomo Carl Sagan.

## Nomina dei membri
Ogni anno, la società seleziona meno di quaranta uomini e donne della classe senior per l'adesione. Fin dalla fondazione, l'appartenenza è stata "riservata ai membri più rispettati" della classe senior. I nomi dei nuovi membri venivano pubblicati nel The New York Times negli anni '30, ma ora sono pubblicati esclusivamente nel The Cornell Daily Sun.
La Sphinx Head Society assegna l'appartenenza onoraria agli amministratori, i docenti, il personale e gli alumni della Cornell per la loro "significativa realizzazione personale e/o professionale, l'eccezionale leadership, il servizio distinto all'università e l'interesse e l'impegno nella vita e nello sviluppo degli studenti universitari". Tra i membri onorari degni di nota della Sphinx Head ci sono il presidente emerito della Tata Sons, Ratan Tata, il fondatore della Atlantic Philanthropies, Chuck Feeney, e il dodicesimo presidente della Cornell University, David Jan Skorton.

## Alla Cornell
La società ha "mantenuto un'aura di mistero per tutta la sua storia nel campus", conservando alcuni "segreti e tradizioni strettamente custoditi".
Sebbene l'appartenenza alla Sphinx Head Society è pubblica, gli atti della società rimangono privati. Dalla sua fondazione, i membri sono stati i creatori di molte tradizioni di lunga data della Cornell University, come la celebrazione annuale del Dragon Day, l'uso di "The Big Red" per descrivere l'atletica della Cornell, così come lo Spring Fest, il precursore dell'attuale celebrazione dello Slope Day.
I membri hanno ricoperto molte posizioni di rilievo all'interno della Cornell University ricoprendo il ruolo di presidenti, rettori, decani, direttori di atletica, membri del Cornell Council, amministratori e presidenti del consiglio di amministrazione. Più di un terzo dei presidenti della Cornell University Alumni Association sono stati membri e il 20% dei presidenti del Cornell University Board of Trustees sono stati affiliati alla società. I nomi di alcuni degli alumni appartenenti alla Sphinx Head si possono trovare nel campus della Cornell su Bartels Hall, Indimine Athletic Field, Samuel Curtis Johnson Graduate School of Management, Robert Kane Track, Jansen Noyes Community Center, Jerome H. Holland International Living Center, Robert Purcell Community Center, Kheel Center for Labor-Management Documentation & Archive, Willard Straight Hall e Upson Hall. Numerosi membri sono anche descritti in The 100 Most Notable Cornellians.